# Newton on Trent
Newton on Trent lub Newton upon Trent – wieś i civil parish w Anglii, w Lincolnshire, w dystrykcie West Lindsey. W 2011 civil parish liczyła 389 mieszkańców. Newton upon Trent  jest wspomniana w Domesday Book (1086) jako Neutone.